# Noordveen (Zutphen)
Noordveen is een wijk in het noorden van de Gelderse stad Zutphen. De wijk telde in 2022 4.970 inwoners. De wijk is een samenvoeging van vier buurten.
De wijk is bij uitstek een woonwijk, met een breed aanbod aan basis- en middelbaar onderwijs, een klein aantal winkels en een aantal sportverenigingen, waaronder amateurvoetbalclub AZC Zutphen. Een deel van de wijk bevindt zich aan de noordkant van het twentekanaal.
De N348 scheidt het oosten en het westen van de wijk, in het uiterste westen van de wijk zit een asielzoekerscentrum.

## Buurten
De wijk Noordveen is een samenvoeging van vier buurten:
- Polbeek
- Voorsteralleekwartier
- Deventerwegkwartier
- Berkelpark

## Bereikbaarheid
In de wijk ligt de Deventerweg, die de stadskern van Zutphen en het dorp Eefde met elkaar verbindt. Een andere belangrijke verkeersader is de Emmeriksweg (N348). Via het Openbaar Vervoer is de wijk onder andere bereikbaar met de buslijnen 81 en 850 van vervoerder Arriva.

## Demografie
De wijk telde in 2022 4.970 inwoners en had een bevolkingsdichtheid van 1.729 inwoners per vierkante kilometer, een aantal dat lager ligt dan gemiddeld in Nederland.